# Liste buddhistischer Klöster in Sikkim

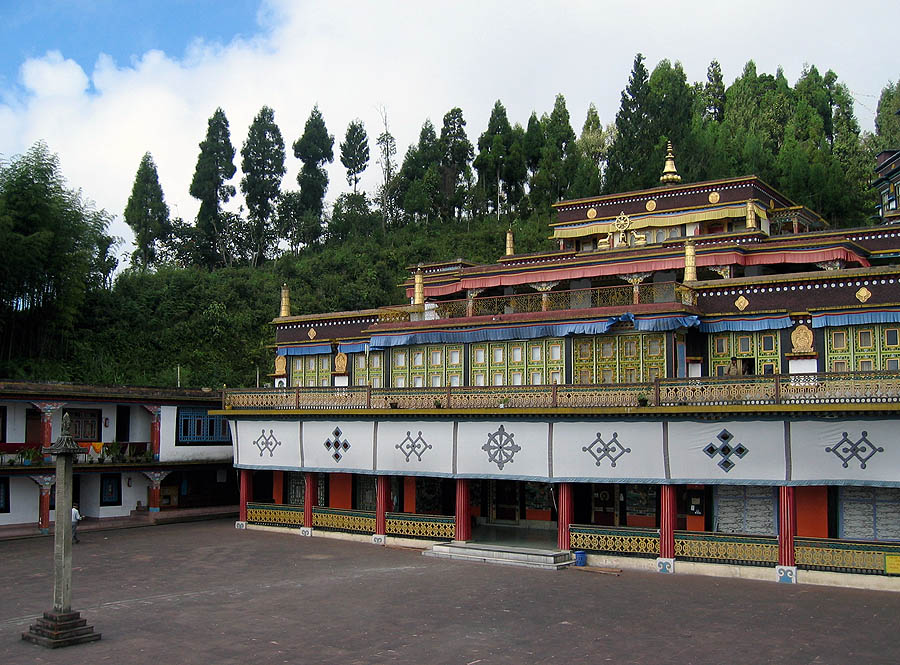
Rumtek

Dies ist eine Liste buddhistischer Klöster in Sikkim.

## Übersicht
- Bermoik-Kloster
- Chawayng Ani-Kloster
- Dalling-Kloster
- Dubdi-Kloster
- Enchey-Kloster
- Gnathang-Kloster
- Hee Gyathang-Kloster
- Karthok-Kloster
- Kewwzing-Kloster
- Khecheopalri-Kloster
- Labrang-Kloster (Sikkim)
- Lachen-Kloster
- Lachung-Kloster
- Lingdum-Kloster
- Lingthem-Kloster
- Mallu-Kloster
- Namchi-Kloster
- Pemayangtse-Kloster
- Phensang-Kloster
- Phodong-Kloster
- Ralang-Kloster
- Rhenock-Kloster
- Rumtek-Kloster
- Sa-Ngor-Chotshog Zentrum
- Sang-Kloster
- Sanga Choeling-Kloster
- Shurishing Yungdrung Dungdrakling-Kloster
- Simik-Kloster
- Sinon-Kloster
- Taktse Ogyen Choekhorling-Kloster
- Tashiding-Kloster
- Tsuklakhang Palast
- Yangyang-Kloster